# Moulin de La Chevrotière
Le moulin de La Chevrotière est l'un des derniers moulins à eau du Québec au Canada.

## Identification

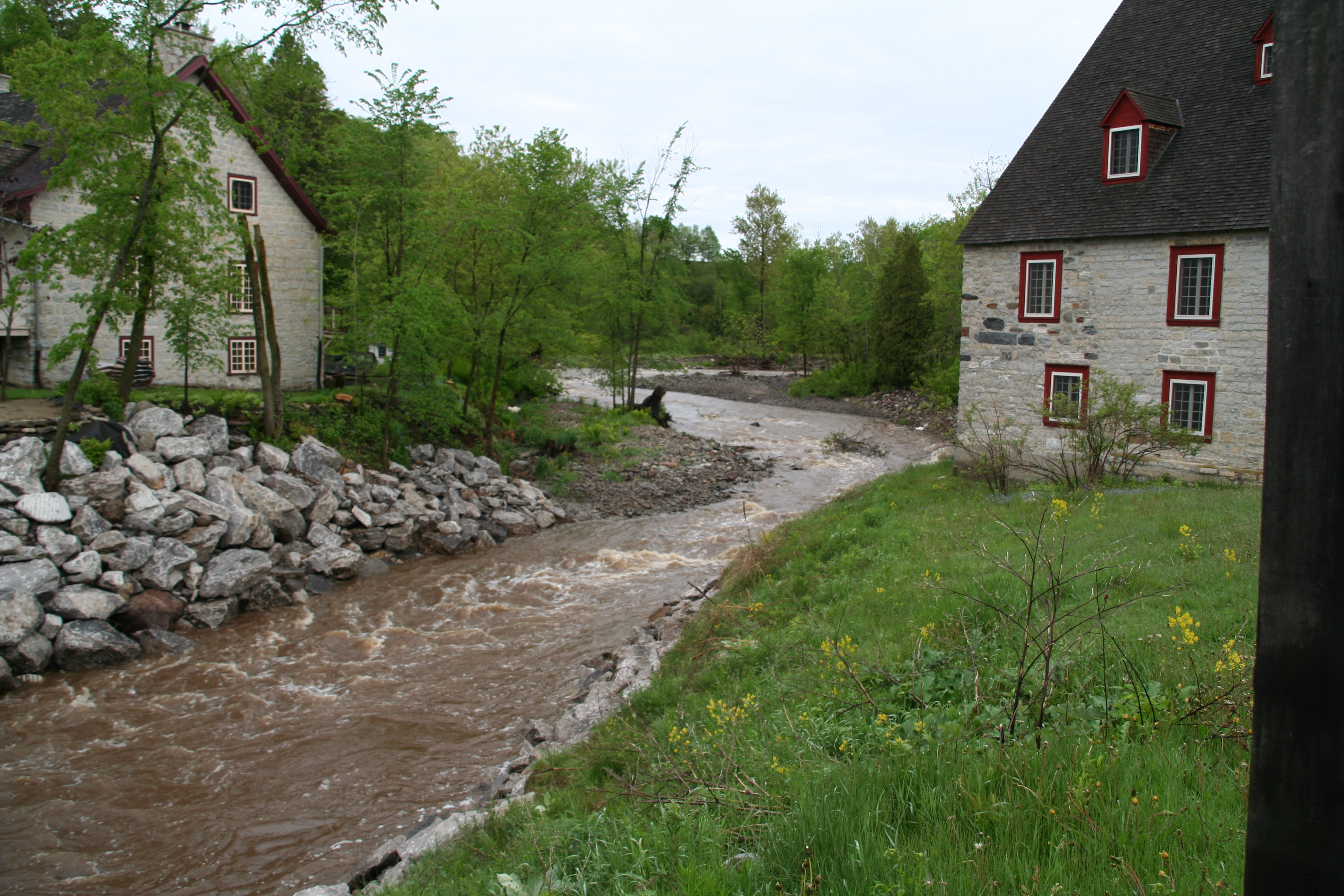
Rivière et Moulin à eau La Chevrotière

«…Le moulin de La Chevrotière est un moulin à eau bâti en 1802. L'immeuble se compose d'un bâtiment monumental en pierre à quatre niveaux, coiffé d'une toiture pentue à versants droits. Le moulin se situe en retrait de la route 138, le long de l'ancien tracé du chemin du Roy, dans la municipalité de Deschambault-Grondines.
Ce bien est classé immeuble patrimonial. La protection s'applique à l'extérieur et à l'intérieur de l'immeuble, et pas au terrain.» Répertoire du patrimoine culturel du Québec

## Construction
- Date de construction : 1802
- Nom du constructeur :
- Nom du propriétaire initial : Joseph Chavigny de La Chevrotière

Le moulin de La Chevrotière a été classé Monument historique, en 1976.

## Chronologie
- Évolution du bâtiment :
- Autres occupants ou propriétaires marquants :
  - 1873 : Trefflé Gariépy, maître meunier, et son frère Octave, commerçant
  - 1922 : Arthur Goudreau
  - 1978 : Municipalité de Deschambault
- Transformations majeures :

## Architecture
- 2 étages
- en pierre et en bois
- toiture de bardeaux
- 2 rangées de lucarnes à fronton
- 20 mètres de longueur
- 13 mètres de largeur
- 13 mètres de hauteur
- chambranles en bois à chaque fenêtre
- trois façades visibles du chemin : pierre d'assise dégrossie et piquée
- façade arrière : moellon brut
- charpente du toit : à chevrons portant fermes
  - chaque ferme possède 3 entraits